# Cuộc vây hãm Mézières
Cuộc vây hãm Mézières là một trận vây hãm trong cuộc Chiến tranh Pháp-Đức, đã diễn ra từ giữa tháng 11 năm 1870 cho đến ngày 2 tháng 1 năm 1871, tại pháo đài Mézières (tọa lạc bên bờ phải sông Meuse) của Pháp. Sau khi phải hứng chịu một cuộc pháo kích của quân đội Đức, quân đội Pháp tại Mézières dưới sự chỉ huy của Đại tá Vernet đã đầu hàng các lực lượng Đức dưới quyền chỉ huy của Thiếu tướng Wilhelm von Woyna vào ngày 2 tháng 1 năm 1871. Mặc dù chỉ kéo dài hơn một ngày, cuộc công pháo của quân đội Đức đã gây cho quân trú phòng và thường dân Pháp ở Mézières những thiệt hại nặng nề. Với chiến thắng này, quân Đức đã bắt giữ được không ít sĩ quan và binh lính Pháp, cùng với nhiều đại bác và các vật dụng dự trữ của đối phương. Không những thế, thắng lợi trong trận vây hãm Mézières đã khiến cho quân đội Đức làm chủ được tuyến đường sắt ở phía bắc kéo dài từ Metz và Mézières đến thủ đô Paris của Pháp.
Pháo đài Mézières nằm ở khu vực phía bắc của cuộc chiến tranh. Sau thảm bại của quân đội Pháp trong trận Sedan vào đầu tháng 9 năm 1870, quân đội Đức và quân trú phòng của Pháp tại Mézières đã thực hiện một thứ thỏa ước với nhau: người trấn thủ của pháo đài này đã cung cấp nguyên liệu từ kho dự trữ của mình để quân Đức duy trì một số lượng tù binh lớn, và do đó người Đức đã không tiến công Mézières trong một thời gian. Có điều là, ở vùng thôn quê xung quanh Mézières có nhiều lính franc-tireur của Pháp. Lính franc-tireur đã gây khó khăn cho các đoàn tàu chở thương binh của Phổ, và đã từng tập kích một số lực lượng Phổ vào cuối tháng 10. Đầu tháng 11, sư đoàn bộ binh số 1 của Phổ đã được cử đến Mézières, và đến cuối tháng thì họ được tăng viện. Nhìn chung, vào giữa tháng 11, quân đội Phổ đã vây chặt pháo đài này hơn, và nhiều cuộc giao tranh đã xảy ra giữa quân đội Phổ và các lực lượng franc-tireur. Chẳng hạn, quân Phổ đã đánh cho một đội quân franc-tireur phải chạy về Rocroy, trước khi kéo đến ngôi làng Harcy và đập tan nhóm franc-tireur này. Phải đến ngày 19 tháng 12, sau khi pháo đài Montmédy thất thủ, Sư đoàn số 14 của Phổ mới kéo đến trước Mézières. Vào ngày 22 tháng 12, giao tranh đã xảy ra giữa Sư đoàn số 14 của Phổ với các lực lượng franc-tireur. Sau khi đã hoàn toàn phong tỏa Mézières và đánh nhau với lính franc-tireur, quân Phổ bắt đầu chuẩn bị tiến hành pháo kích. Ban đầu, người chỉ huy của quân đoàn vây hãm là Trung tướng Georg von Kameke, trước khi Thiếu tướng Von Woyna lên thay vào ngày 25 tháng 12. Khi pháo đài Verdun đầu hàng, các khẩu công thành pháo hạng nặng đã được đưa bằng đường sắt từ Clermont tới gần mạn nam của Mézières, và chỉ có sự đóng băng tại khu vực này ngăn trở việc quân đội Phổ xây dựng các khẩu đội pháo.
Đầu ngày 31 tháng 12 năm 1870, các khẩu công thành pháo và pháo dã chiến của Phổ bắt đầu khai hỏa. Nhìn chung, lực lượng pháo binh Phổ trong ngày hôm đó đã gặt hái được thành công vang dội. Ban đầu, lực lượng pháo binh của quân trú phòng đã kháng trả quyết liệt, nhưng đến buổi chiều thì bị câm tịt. Thị trấn Mézières đã bị hủy hoại nặng nề. Và, trong đêm ngày 1 tháng 1 năm 1871, cuộc đầu hàng của quân Pháp đã được hoàn tất, và vào ngày 2 tháng 1, quân đội Phổ tiến chiếm thị trấn này. Sau khi ký kết một thỏa ước, phần lớn sĩ quan Pháp bị bắt làm tù binh đã bị giam giữ tại Würzburg. Không lâu sau đó, quân Phổ đánh chiếm được pháo đài Rocroi.